# ファーティマ・ハトゥン
ファーティマ・ハトゥン（ペルシア語: Fāṭima khātūn、中国語: 法提玛、? - 1246年）は、13世紀半ばにモンゴル帝国に仕えたマシュハド出身の女性。モンゴル帝国第2代皇帝オゴデイ・カアン没後に皇后ドレゲネの側近として活躍したが、後に失脚し「呪術使い」として凄惨な処刑を受けたことで知られる。ファティマ・ハトンとも。

## 概要

### 生い立ち

チンギス・カンのホラズム遠征

ファーティマ・ハトゥンの事蹟については、ファーティマと同じくホラーサーン地方の出身であるアラーウッディーン・アターマリク・ジュヴァイニーの著作『世界征服者の歴史』に詳しく、「ファーティマ・ハトゥンに関する事件/ماجرای فاطمه خاتون」という独立した章が設けられている。
『世界征服者史』によると、ファーティマはモンゴル軍がホラーサーンに侵攻しマシュハドのイマーム・レザー廟が占領された際にモンゴル軍の捕虜になったという。捕虜となったファーティマはモンゴル帝国の首都カラコルムに連れてこられ、売春に携わった。カラコルムにおいてファーティマは持ち前の抜け目のなさと狡猾さで第2代皇帝オゴデイの皇后の一人のドレゲネに取り立てられ、オゴデイの治世の間にドレゲネの側近にまで成り上がった。ジュヴァイニーはファーティマの狡猾さを『旧約聖書』のデリラに擬えている。

### ドレゲネ称制期

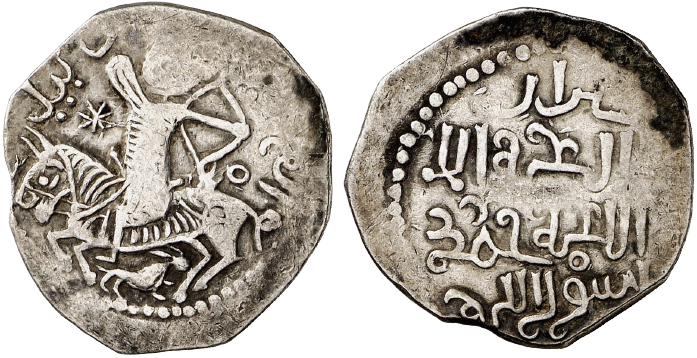
ドレゲネ称制期に発行されたコイン

1241年にオゴデイ・カアンが崩御したとき、モンゴル帝国の慣例では正皇后が次期皇帝の選出まで国政を取り仕切る事になっていたが、第一皇后のボラクチン・ハトゥンは既に亡く、第二皇后のモゲ・ハトゥンもオゴデイの後を追うように亡くなったことから、第六皇后に過ぎなかったドレゲネが次期皇帝の選出まで国政を握ることになった（中国史上の文脈ではこの期間を「六皇后/ドレゲネ称制期」と呼ぶ）。『集史』「グユク・カン紀」によるとドレゲネは当初オゴデイ・カアン期のまま大臣・総督の地位を留めたが、チンカイを初めとする一部の大臣にはかつて憤慨するような対応を受けたことから報復を企んでいた。この時、ドレゲネを助けたのがファーティマであり、ファーティマの助言によってチンカイらオゴデイ・カアン期の高官たちの多くが地位を失ったという。
また、同じく『集史』「グユク・カン紀」によるとファーティマはヒタイ地方（旧金朝領華北のモンゴル語呼称）の総督マフムード・ヤラワチに対して以前から敵意を抱いており、ヤラワチを罷免して代わりにアブドゥッラフマーンをヒタイ（漢地）総督の後任として指名した。この時期、ヤラワチが失脚してアブドゥッラフマーンが台頭したことは漢文史料の側にも記録されている。ファーティマは更にオカル・コルチ（Oqal qorči＞ūqāl qūrchī/اوقال قورچی）なる人物を使者（イルチ）として派遣しヤラワチとその家臣を捕らえようとしたが、ヤラワチは敢えて堂々と使者を迎えて宴を催し、宴の裏で逃亡の準備を行い3日目に使者の目をかいくぐって逃れることに成功した。
チンカイやヤラワチら、ドレゲネとファーティマによってそれまでの地位を逐われた高官達の多くはオゴデイの息子の一人で四川・チベット方面の侵攻を担当していたコデンの下に逃れた。ヤラワチを取り逃したオカル・コルチはコデンの下を訪れヤラワチの身柄を引き渡すよう要求したがコデンはこれを拒否して、次代の皇帝（カアン）を決めるクリルタイに彼等を連れて行き、一族や高官たちの立ち会いの下彼等の罪を明らかにすると答えた。このような状勢を知ったヤラワチの息子でトルキスタン総督府に仕えるマスウード・ベクも同様にジョチ・ウルスのバトゥの下に逃れた。また、同時期にイラン総督府の総督クルクズもチャガタイ・ウルスとの確執が元で審理を受けたが、政敵であるシャラフ・ウッディーンがファーティマに取り入ったために失脚・処刑されたと記されており、モンゴル帝国の三大属領（ヒタイ/漢地、トルキスタン、イラン）全ての高官がドレゲネおよびファーティマの報復人事の影響を受けることになった。

### 失脚
生前のオゴデイは息子達の中でも正妻から生まれたクチュ、コデンらを厚遇していたが、特にクチュの早世後はその子のシレムンを自らの後継者とするよう扱っていた。しかし、国政を握ったドレゲネは自らの息子でオゴデイにとっては庶長子にあたるグユクを次代の皇帝にすべく工作を行った。ジョチ・ウルスのバトゥを筆頭として先代皇帝の庶長子に過ぎないグユクの即位に対しては強烈な反対が寄せられ、カアンを決める統一クリルタイがなかなか開かれなかったためにドレゲネ称制期は5年にもおよんだが、1246年に遂にグユクは第3代皇帝として即位を果たした。
グユクが即位を果たしたころ、その側近であるカダクに仕えるアラヴィー・サマルカンディー・シラなる人物が「ファーティマがコデンに呪いをかけている」と告発した。コデン自身もグユクに使者を派遣して自らの体調が悪化しているのはファーティマの呪術の結果であると訴え出て、もし自身が死んだらファーティマに対して仇を取るよう伝えたという。その後、コデンが亡くなるとグユクの下で復権したチンカイの勧めもあり、グユクはファーティマを差し出すようドレゲネに使者を派遣した。
『世界征服者史』によると、ドレゲネは当初「自分でファーティマを連れて行く」と言って身柄を差し出すことを拒否したため、ドレゲネとグユクの仲は悪化したが、グユクの強硬な態度の前に抗弁を諦め遂にファーティマを差し出した。グユクの下に連れてこられたファーティマは裸で拘束され、空腹と喉の渇きに耐えながら凄惨な拷問を受け、遂に自らの罪を自白した。最終的にファーティマは身体の上下にある穴という穴を縫い合わされ、フェルトにくるまれて河に投げ捨てられるという処刑を受けた。
『世界征服者史』はファーティマの罪状を明らかにするためにマシュハドまで使者が派遣され、ファーティマの関係者は弾圧を受けたと記している。遠い生まれ故郷での調査や苛烈な拷問による自白を必要としたことは、ファーティマが「呪術を行った」という罪状の証拠が乏しかったことを示唆しており、この事件の本質は「呪術使いの処刑」ではなく「モンゴル宮廷内の派閥争い」にあったと考えられる。実際に、ファーティマの推挙によって取り立てられたアブドゥッラフマーンは同時期に処刑されており、ファーティマの処刑を切っ掛けとするグユク即位直後の粛正が存在していたことが指摘されている。
なお、『集史』「グユク・カン紀」には即位したグユクが最初に手がけた裁判案件が「ファーティマ・ハトゥンの尋問」であって、ついで「テムゲ・オッチギンの帝位簒奪未遂」の尋問が行われたと記されている。これは、「ファーティマ・ハトゥンの尋問」がファーティマ個人への追究というよりはモンゴル帝国内の派閥争いの制裁という側面を有しており、「チンギス・カン一族（アルタン・ウルク）の内紛」以上に政治的に重要であるとみなされていたことを示唆する。

## モンゴル帝国と魔術
モンゴル人が魔術/呪術の行使に対して強い警戒感を有していたことは、ファーティマ・ハトゥンと同時代にモンゴル高原を訪れたプラノ・カルピニらの報告にも示されている。
この記述にはキリスト教徒としてのカルピニの偏見が含まれているものの、13世紀のモンゴル人が毒物などによる暗殺と魔術による呪殺を明確に区別せずに警戒していたことが窺える。このようなモンゴル人の魔術に対する忌避感が、ファーティマ・ハトゥンへの凄惨な処刑に反映されたのではないかと指摘されている。

## ファーティマ・ハトゥンを扱った作品
- コミックス『天幕のジャードゥーガル』（著：トマトスープ (漫画家)、出版：Webメディア「Souffle」 - ファーティマ・ハトゥンを主人公とする漫画作品。